# Kabinett Giolitti III
Das Kabinett Giolitti III regierte Italien vom 29. Mai 1906 bis zum 11. Dezember 1909. Davor regierte das Kabinett Sonnino I, danach das Kabinett Sonnino II. Die Regierung von Ministerpräsident Giovanni Giolitti wurde im Parlament vorwiegend von liberalen Kräften getragen.
Die Zeit zwischen den Jahren 1900 und 1914 wird in Italien allgemein als Giolitti-Ära bezeichnet. Zwar war Giolitti in dieser Zeit nicht immer Ministerpräsident, er prägte sie jedoch politisch weitgehend. In diesen Jahren machte Italien große wirtschaftliche und soziale Fortschritte.
Das dritte Kabinett Giolitti setzte die Arbeit der Vorgängerregierungen und damit die sozialen Reformen Giolittis fort. Frauen- und Kinderarbeit wurden auf maximal zwölf Stunden am Tag begrenzt. Kindern unter zwölf Jahren wurde jedwede Erwerbsarbeit ganz verboten. Von Bedeutung waren auch die Maßnahmen zugunsten Süditaliens sowie die Verstaatlichung der Eisenbahnen, die bereits von der Vorgängerregierung in Angriff genommen worden war. Recht positiv entwickelte sich die Lage der Staatsfinanzen, auch wegen der guten wirtschaftlichen Entwicklung im Land. Eine erhebliche Belastungsprobe war das schwere Erdbeben von Messina im Jahr 1908.
Trotz einem guten Ergebnis bei den Parlamentswahlen im Jahr 1909 überließ Giolitti in einer für ihn typischen Vorgehensweise wegen der sehr heterogenen Koalition Sidney Sonnino die Führung der Regierung, bis er 1911 wieder selbst Ministerpräsident wurde.

## Minister

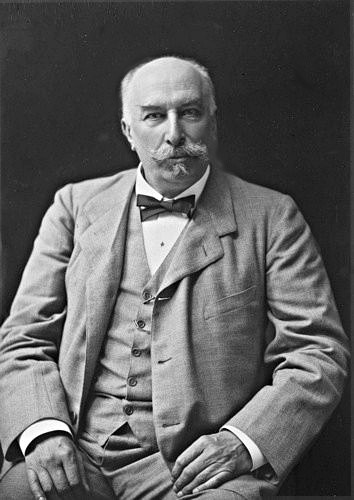
Giovanni Giolitti

| Ministerien                          | Name |
| ------------------------------------ | --- |
| Ministerpräsident                    | Giovanni Giolitti |
| Äußeres                              | Tommaso Tittoni |
| Inneres                              | Giovanni Giolitti |
| Justiz und Kirchenangelegenheiten    | Nicolò Gallo (bis zum 13. März 1907) Vittorio Emanuele Orlando (ab dem 14. März 1907)                                                 |
| Krieg                                | Ettore Viganò (bis zum 28. Dezember 1907) Severino Casana (bis zum 3. April 1909) Paolo Spingardi (ab dem 4. April 1909)              |
| Marine                               | Carlo Mirabello |
| Finanzen                             | Fausto Massimini (bis zum 23. März 1907) Angelo Majorana Calatabiano (bis zum 18. April 1907) Pietro Lacava (ab dem 19. April 1907)   |
| Schatz                               | Angelo Majorana Calatabiano (bis zum 16. Mai 1907) Paolo Carcano (bis zum 11. Dezember 1909)                                          |
| Bildung                              | Guido Fusinato (bis zum 1. August 1906) Luigi Rava (ab dem 2. August 1906)                                                            |
| Landwirtschaft, Industrie und Handel | Francesco Cocco-Ortu |
| Öffentliche Arbeiten                 | Emanuele Gianturco (bis zum 6. November 1907) Giovanni Giolitti (bis zum 9. November 1907) Pietro Bertolini (ab dem 9. November 1907) |
| Post und Telegraphie                 | Carlo Schanzer |